# J Balvin
 (juillet 2019).
Si vous disposez d'ouvrages ou d'articles de référence ou si vous connaissez des sites web de qualité traitant du thème abordé ici, merci de compléter l'article en donnant les références utiles à sa vérifiabilité et en les liant à la section « Notes et références ».
J Balvin, de son vrai nom José Álvaro Osorio Balvín, né le 7 mai 1985 à Medellín, en Colombie, est un chanteur de reggaeton colombien, surnommé « Prince du Reggaeton »,.
Ayant commencé sa carrière à 14 ans, il connaît un succès mondial grâce à son quatrième album Energía (sorti en 2016). Il remporte de nombreux prix et récompenses. Il est devenu le premier récipiendaire du Global Icon Award décerné par les Lo Nuestro Awards, en reconnaissance de sa contribution à la diffusion de la musique latine dans le monde entier.
Bien que sa musique soit principalement du reggaeton, J. Balvin a expérimenté plusieurs genres musicaux dans son travail. Ses inspirations musicales originales incluent des groupes de rock tels que Metallica et Nirvana, et le roi du reggaeton Daddy Yankee. Il a collaboré avec des artistes tels que Pharrell Williams, Skrillex, Major Lazer, Eleni Foureira, Ariana Grande et Sean Paul. Bien qu'il travaille avec de nombreux artistes anglophones, J. Balvin continue de chanter presque exclusivement en espagnol et espère présenter la musique de langue espagnole à un public international. Il est également connu pour son sens de la mode éclectique et coloré.

## Biographie
José Balvin est né à Medellín, la plus grande ville d'Antioquia. À 17 ans, il s'installe aux États-Unis. Il a emménagé à Oklahoma puis à New York pour apprendre l'anglais et a été influencé par la musique qu'il a entendue là-bas. Il retourne ensuite à Medellín et gagne en popularité dans les clubs de la ville.
Sa percée est survenue en 2014 avec le single 6 AM, mettant en vedette le chanteur portoricain Farruko, qui a culminé au deuxième rang du palmarès Billboard Hot Latin Songs. Ensuite, il a rencontré David Cohen et a commencé à être son meilleur ami, car il a aidé José à écrire ses nouvelles chansons, ainsi que le single Ay Vamos, ce qui a renforcé les ventes de son album La Familia (2014). En 2016, il a sorti l'album Energía, qui comprenait les tubes Ginza, Bobo, Safari et Sigo Extrañándote. Après la sortie d’Energía, il a fait une grande tournée à partir du 29 septembre 2016 : États-Unis, Mexique, Costa Rica, Europe, Pérou, Colombie, Argentine, Israël, Uruguay, l'Olympia à Paris.
Le 30 juin 2017, J. Balvin a sorti le single Mi gente, en duo avec le DJ français Willy William. Le 1er août 2017, Mi gente a dépassé le Top 50 mondial sur Spotify, puis a atteint un milliard de vues sur YouTube (le compteur YouTube de la vidéo affiche un total de 2,6 milliards de vues en avril 2020). En janvier 2018, il a publié le single Machika mettant en vedette Jeon et Anitta. Il a collaboré avec Cardi B et Bad Bunny sur le single américain I Like It du Billboard Hot 100.
Le 27 juin 2019, J. Balvin a sorti son nouvel album en collaboration avec Bad Bunny intitulé Oasis.
Il soutient la Pride 2019 en faveur des droits LGBT dans le monde, expliquant « Tout est question d'amour. Beaucoup de mes amis les plus proches sont homosexuels », et a teint ses cheveux aux couleurs arc-en-ciel. En 2020, J. Balvin sort un album intitulé Colores, qui met en titre toutes les couleurs dont Blanco, Morado et Rojo. Les vidéoclips de cet album sont réalisés par Collin Tilley, qui avait auparavant travaillé avec Balvin sur les vidéoclips de l'album Oasis. L'album contient des influences du dancehall, du R&B et de l'électronica, et met en vedette l'artiste nigérian d'afrobeats Mr Eazi sur la chanson Arcoíris,. Avec la sortie de l'album, une nouvelle ligne de merchandising est lancée.

## Vie privée
En août 2016, le chanteur a été victime d'un accident d'avion en quittant les Bahamas. Alors qu'il rentrait de vacances avec sa famille, l'avion n'a pas décollé correctement et s'est écrasé peu après son départ de la piste. Il a posté une photo sur Instagram du petit avion privé après avoir atterri dans les buissons. Personne n’a été blessé dans l’accident que J. Balvin a qualifié de miracle.
Depuis 2018 il est en couple avec Valentina Ferrer, Miss Argentine 2014, et leur premier enfant, Rio, est né en juin 2021.

## Talent artistique

### Image publique et paroles
J. Balvin interagit souvent avec les fans sur des réseaux sociaux tels que Snapchat et Instagram, et cite ces plateformes comme essentielles à son succès. Son partenaire musical Mazo a expliqué : « Nous voulions faire une musique assez propre pour que votre grand-mère puisse l'aimer, mais suffisamment sensuelle pour que les rues l'aimeraient aussi. »
Bien que José parle couramment l'anglais et collabore fréquemment avec des artistes anglophones, il prévoit de ne chanter qu'en espagnol. Son objectif est de faire du reggaeton un genre mondialement populaire sans avoir à chanter en anglais pour atteindre un succès croisé. Il explique : « Je veux continuer à écrire l'histoire en espagnol. Je veux inviter le grand public dans mon monde et à mon son, et à ce que je fais. Et je veux que les artistes traditionnels me respectent et acceptent les artistes latinos sans que nous ayons à chanter en anglais. Je veux qu'ils sachent que je peux rivaliser avec quiconque dans le monde, en espagnol. »
J. Balvin a décrit le fait d'avoir davantage de musiciens américains chantant en espagnol comme l'un de ses plus grands rêves. Cependant, il a enregistré sa première chanson entièrement anglaise avec Pitbull et Camila Cabello pour la bande originale de The Fate of the Furious, et a expliqué qu'il était ouvert à l'idée de chanter en anglais si l'occasion se présentait.

### Mode
J. Balvin a appelé la mode « la passion de sa vie, au même titre que la musique ». Il est apparu en tant qu'ambassadeur lors de la Fashion Week 2017 à New York.
Il utilise des accessoires excentriques tels que des survêtements colorés et jeans déchirés. Isabela Raygoz a décrit son esthétique aux Grammys Latins 2017 en raison de ses cheveux blonds néon et de ses vêtements de sport aux couleurs vives. Son style associe souvent le streetwear traditionnellement associé aux artistes du reggaeton et aux marques de luxe classiques.
J. Balvin est influencé par des musiciens tels que Kanye West et Pharrell Williams qui ont fait des incursions dans la mode. Parlant de l'influence de Pharrell, J. Balvin a expliqué : « Je ne m'habille pas exactement comme lui, mais je veux être comme lui de manière culturelle. Il ouvre les portes à de nombreux nouveaux créateurs de mode et crée son propre style. »
J. Balvin a également collaboré avec les marques GEF France et Guess.

## Tournées

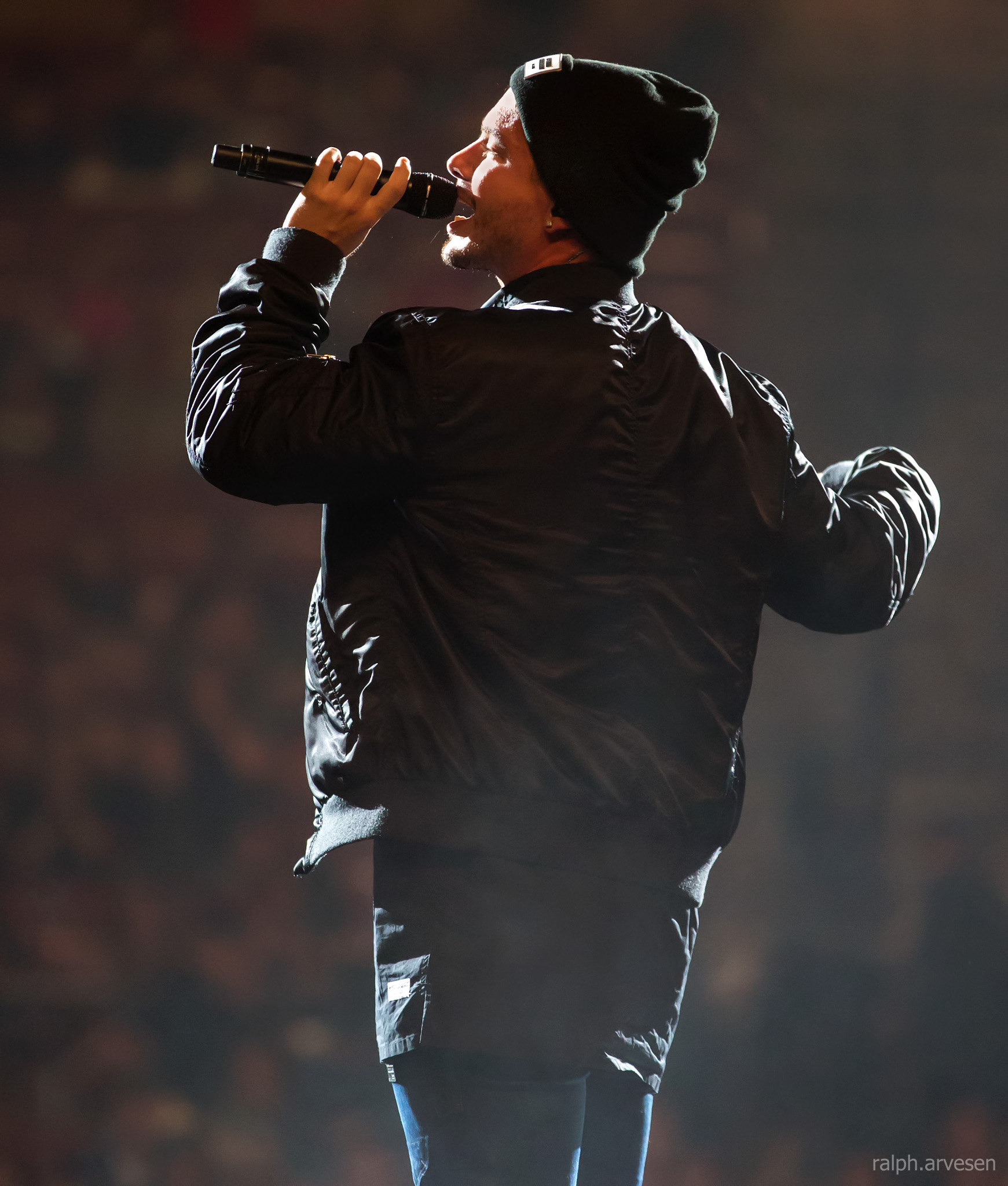
J. Balvin en 2015.

- La Familia Tour avec Becky G (2015)
- Energía Tour (2016-2018)
- Vibras Tour (2018)
- Arcoiris tour (2019)

## Discographie

### Albums studio
- 2010 : Real
- 2011 : El Negocio
- 2012 : Mix tape
- 2013 : La Familia
- 2014 : la Familia B Sides
- 2016 : Energía
- 2017 : Bruuttal
- 2018 : Vibras
- 2019 : Oasis (avec Bad Bunny)
- 2020 : Colores
- 2020 : Sommer Vacation
- 2020 : Summer Love
- 2021 : José
- 2025 : Rayo

### Singles
- 2009 : Ella Me Cautivó
- 2010 : Sin Compromiso
- 2010 : Me Gustas Tú
- 2011 : En Lo Oscuro
- 2012 : Como Un Animal
- 2012 : Yo Te Lo Dije
- 2012 : Tranquila
- 2013 : Sola
- 2013 : 6 AM (featuring Farruko)
- 2014 : La Venganza
- 2014 : Ay Vamos
- 2015 : Ginza
- 2016 : Bobo
- 2016 : Veneno
- 2016 : Malvada
- 2016 : Por Un Día
- 2016 : Snapchat
- 2016 : Solitario
- 2016 : Safari (featuring Pharrell Williams, Bia, Sky)
- 2017 : Sigo Extrañándote
- 2017 : Si Tu Novio Te Deja Sola (featuring Bad Bunny)
- 2017 : Bonita (featuring Jowell & Randy)
- 2017 : Mi Gente (featuring Willy William)
- 2017 : Mi Gente (Remix) (featuring Willy William, Beyoncé)
- 2018 : Machika (featuring Jeon et Anitta)
- 2018 : Ahora
- 2018 : Ambiente
- 2018 : Vibras (featuring Carla Morrison)
- 2018 : Cuando Tú Quieras
- 2018 : Brillo (featuring Rosalía)
- 2018 : En Mí
- 2018 : Peligrosa (featuring Wisin & Yandel)
- 2018 : Noches Pasadas
- 2018 : Dónde Estarás
- 2018 : No Es Justo (featuring Zion & Lennox)
- 2018 : Reggaeton
- 2019 : La Rebelión
- 2019 : Que Pretendes (featuring Bad Bunny)
- 2019 : Cuidao por ahí (featuring Bad Bunny)
- 2019 : Con Altura (avec Rosalía)
- 2019 : Blanco
- 2020 : Morado
- 2020 : Rojo
- 2020 : Amarillo
- 2020 : Gris
- 2020 : Verde (avec Sky)
- 2020 : Rosa
- 2020 : Azul
- 2020 : Negro
- 2020 : Agua (avec Tainy)
- 2020 : Un Dia (One Day) (avec Dua Lipa, Bad Bunny, Tainy)
- 2020 : Relación Remix (avec Sech, Daddy Yankee, Rosalía, Farruko)
- 2020 : La Luz (avec Sech)
- 2021 : TATA (avec Eladio Carrión)
- 2021 : Ma' G
- 2021 : Tu Veneno
- 2021 : Qué Más Pues? (avec Maria Becerra)
- 2022 : Kawaii (avec Polimà Westcoast)
- 2024 : Triple S  (avec De La Ghetto, Jowell & Randy)
- 2024 : Doblexxó': (Avec. Feid)
- 2025 : KLK, (Avec. Omega)

### Collaborations
- 2013 : The Way (Remix) (Ariana Grande featuring J. Balvin)
- 2014 : Problem (Remix) (Ariana Grande, Iggy Azalea featuring J. Balvin)
- 2014 : Maps (Remix) (Maroon 5 featuring Rumba Whoa, J. Balvin)
- 2015 : Can't Stop Dancin' (Remix) (Becky G featuring J. Balvin)
- 2015 : Lean On (Remix) (Major Lazer, DJ Snake, MØ featuring Farruko, J. Balvin)
- 2015 : Sorry (Remix) (Justin Bieber featuring J. Balvin)
- 2016 : Love Is The Name (Sofia Carson featuring J. Balvin)
- 2016 : Otra Vez (Zion & Lennox featuring J. Balvin)
- 2017 : Hey Ma (featuring Pitbull, Camila Cabello)
- 2017 : Superhéroe (Nicky Jam featuring J. Balvin)
- 2017 : Ahora Dice (Chris Jeday featuring J. Balvin, Ozuna, Arcángel)
- 2017 : Bum Bum Tam Tam (Remix) (MC Fioti featuring Future, J. Balvin, Stefflon Don, Juan Magan)
- 2017 : Sensualidad (Bad Bunny featuring Prince Royce, J. Balvin)
- 2017 : Buscando Huellas (Major Lazer featuring J. Balvin, Sean Paul)
- 2017 : Unforgettable (Remix) (French Montana featuring J. Balvin)
- 2017 : Downtown (Anitta featuring J. Balvin)
- 2018 : I Like It (Cardi B featuring Bad Bunny, J. Balvin)
- 2018 : Familiar (Liam Payne featuring J. Balvin)
- 2018 : X (Nicky Jam featuring J. Balvin)
- 2018 : X (Remix) (Nicky Jam, J. Balvin featuring Maluma, Ozuna)
- 2018 : Mi Cama (Remix) (Karol G featuring J. Balvin, Nicky Jam)
- 2018 : Ponle (Rvssian featuring Farruko, J. Balvin)
- 2018 : [[Say My Name (chanson de David Guetta, Bebe Rexha et J Balvin)|Say My Name]] (David Guetta, Bebe Rexha et J. Balvin)
- 2018 : Sígueme Los Pasos (Ozuna featuring Natti Natasha, J. Balvin)
- 2019 : Bola Rebola (Tropkillaz featuring Anitta, J. Balvin, MC Zaac)
- 2019 : Contra La Pared (Sean Paul featuring J. Balvin)
- 2019 : I Can't Get Enough (Benny Blanco featuring Selena Gomez, Tainy, J. Balvin)
- 2019 : Con Altura (Rosalía featuring El Guincho, J. Balvin)
- 2019 : Mañana Es Too Late (Jesse & Joy featuring J. Balvin)
- 2019 : Siempre Papi, Nunca Inpapi (Luigi 21 Plus featuring J. Balvin)
- 2019 : Baila Baila Baila (Remix) ([(Ozuna]] featuring Daddy Yankee, J. Balvin, Farruko, Anuel AA)
- 2019 : Pirate (Gims featuring J. Balvin)
- 2019 : Loco Contigo (DJ Snake featuring J. Balvin et Tyga)
- 2019 : Ven Y Hazlo Tú (Nicky Jam featuring J. Balvin, [(Anuel AA]], Arcángel)
- 2019 : China (Anuel AA, Daddy Yankee, Karol G featuring J. Balvin, Ozuna)
- 2019 : Yo Le Llego (avec Bad Bunny)
- 2019 : Que Calor (Major Lazer featuring J. Balvin, El Alfa)
- 2019 : Qué Pena (Maluma featuring J. Balvin)
- 2019 : La Canción (avec Bad Bunny)
- 2019 : Ritmo (The Black Eyed Peas featuring J. Balvin)
- 2020 : Medusa (Jhayco featuring J. Balvin, Anuel AA)
- 2020 : Porfa (Remix) (avec Feid, Justin Quiles, Nicky Jam, Maluma, Sech)
- 2020 : Anaranjado (avec Jowell y Randy)
- 2020 : No Te Vayas (avec Yandel)
- 2020 : Billetes Azules (avec Kevvo)
- 2020 : Mood (Remix) (avec 24kGoldn, Justin Bieber, Iann Dior)
- 2020 : Una Locura (avec Ozuna, Chencho Corleone)
- 2020 : Lento (avec Mr Eazy)
- 2020 : Lento (DJ Da Phonk Remix) (avec Mr Eazy)
- 2020 : Pirate (avec Maitre Gims)
- 2021 : Tata (avec Eladio Carrión)
- 2021 : Location (avec Anuel AA, Karol G)
- 2021 : Wherever I May Roam Metallica Blacklist
- 2021 : Tata (Rémix), (Avec. Eladio Carrion, Daddy Yankee, Bobby Shmured)
- 2022 : Sigue (avec Ed Sheeran)
- 2022 : Forever My Love (avec Ed Sheeran)
- 2024 : Eyes Closed (avec Imagine Dragons)
- 2024 : Cometa Halley (avec  Saiko)
- 2025 : Pervesa (avec Pedro Sampaio, Take A Daytrip)

## Prix et nominations
J. Balvin a remporté 99 prix sur 209 candidatures, dont 3 Billboard Latin Music Awards, 3 Latin Grammy Awards, 2 MTV Video Music Awards et 4 Latin American Music Awards. Sa première nomination aux Grammy Awards était pour I Like It pour le record de l'année en 2019.
En 2021, il reçoit le prix de l'artiste afro-latin de l'année des African Entertainment Awards USA (Aeausa),.